# Džez ljestvice
Džez ljestvica je bilo koja glazbena ljestvica koja se rabi u džezu, a mnoge od njih koriste se i u klasičnoj europskoj glazbi, osobito dijatonske, cjelostepene i oktatonske, te određeni modusi temeljeni na uzlaznom melodijskom molu. Sve su te ljestvice u svojim djelima rabili i neki od najpoznatijih europskih skladatelja kasnoga devetnaestog i ranoga dvadesetog stoljeća, primjerice Nikolaj Rimski-Korsakov, Claude Debussy, Maurice Ravel i Igor Stravinski, često čak i na način koji anticipira njihovo korištenje u džezu.
Neke džez ljestvice, poput t.zv. bebop ljestvica, uobičajenim tonovima dijatonske ljestvice dodaju i kromatske tonove. Veliku važnost u džezu imaju i pentatonske i blues ljestvice.
Jedna od važnih osobina džeza je i - kako ga glazbeni teoretičari zovu - "princip akordsko-ljestvične kompatibilnosti": riječ je o činjenici da određena akordska sekvenca ujedno generira sebi kompatibilnu ljestvicu. U klasičnoj harmoniji tipično je da akordi pripadaju istoj, odnosno određenoj ljestvici. Na primjer: harmonijska progresija akorda I-ii-V-I u C-duru rabi samo tonove C-durske ljestvice. U džezu pak harmonijska progresija četiri akorda može rabiti četiri različite ljestvice, često i kao rezultat alteriranja pojedinih tonova akorda. Tako džez glazbenik može, primjerice, u C-duru sniziti kvintu dominantnoga septakorda (četverozvuka na V. stupnju ljestvice), što u tom slučaju rezultira akordom g-h-des-f. Prilikom improvizacije se potom biraju ljestvice koje sadrže ta četiri tona: cjelostepena ljestvica na tonu g (g-a-h-cis-dis-f), oktatonska ljestvica na tonu g (g-as-b-h-cis-d-e-f), te modusi proistekli iz uzlaznoga melodijskog d- ili as-mola (g-a-h-cis-d-e-f ili g-as-b-ces-des-es-f). Svaku ljestvicu koja u ovom slučaju sadrži tonove akorda g-h-des-f smatra se njemu kompatibilnom.  Spomenuta "akordsko-ljestvična kompatibilnost" čini temeljnu razliku u praksi između klasične i džez harmonije.
Izbjegavana nota naziv je za ton kakve džez ljestvice koji se u teoriji i praksi džez glazbe smatra odveć disonantnim da bi ga se sviralo u sklopu određenog akorda: stoga se takav ton (odnosno nota) ili izostavlja ili kromatski alterira. Primjerice, u kakvom durskom akordu se kvartu i nonu najčešće izbjegava, ili ih se tretira kao prohodne tonove, ili ih se alterira. Često su to mala sekunda (odnosno mala nona) iznad pojedinog tona ili pak čista kvarta iznad temeljnoga tona akorda.
Razliku između klasične i neklasične harmonije najlakše je uočiti uspoređujući način na koji se tretiraju disonance. Klasični pristup sve neakordičke tonove, t.j. tonove koji ne pripadaju kakvom akordu tretira kao potencijalne disonance koje "traže" razriješenje. (...) Neklasična harmonija vas samo upućuje koje tonove u sklopu određene ljestvice treba izbjegavati (jer su uistinu disonantni), što pak znači da su svi drugi "u redu".

## Modusi temeljeni na durskoj ljestvici
Broj ljestvica dostupnih glazbeniku koji improvizira kontinuirano raste. Kako se razvijaju nove tehnike, džez glazbenici pronalaze načina da ih uklope u svoje skladbe ili koriste kao materijal za iznalaženje melodija. Sedam modusa temeljenih na durskoj i dijatonskim ljestvicama s dodanim tonovima dobar su primjer za to (u prvom stupcu tablice naznačeni su stupnjevi durske ljestvice na kojima se nalaze spomenuti modusi):
| I    | jonski modus        | c-d-e-f-g-a-h-c’       | temelj je akorda C6 (c-e-g-a) i CMaj7 (c-e-g-h)                                                                |
| ii   | dorski modus        | c-d-es-f-g-a-b-c’      | temelj je akorda C-6 (c-es-g-a), Cm7 (c-es-g-b), Cm9 (c-es-g-b-d), Cm11 (c-es-g-b-d-f) i Cm13 (c-es-g-b-d-f-a) |
| iii  | frigijski modus     | c-des-es-f-g-as-b-c’   | (Csus4 -9) |
| IV   | lidijski modus      | c-d-e-fis-g-a-h-c’     | (C Maj7 +11 akord)                                                                                             |
| V    | miksolodijski modus | c-d-e-f-g-a-b-c’       | temelj je maloga durskog, t.j. dominantnog septakorda / C7 (c-e-g-b)                                           |
| vi   | eolski modus        | c-d-es-f-g-as-b-c’     | (C-7 -13 akord)                                                                                                |
| viiø | lokrijski modus     | c-des-es-f-ges-as-b-c’ | (C-7 -5 akord)                                                                                                 |

Ako usporedimo svaki modus s durskom ljestvicom, bit će nam jasnije suptilne razlike između njih: jonski je modus zasnovan na prvom stupnju durske ljestvice, dorski na drugom, frigijski na trećem, itd.
| C Jonski        | C D E F G A B C | C Maj 7 akord)        |
| D Dorski        | D E F G A B C D | (D-6 or D-7 13 akord) |
| E Frigijski     | E F G A B C D E | (Esus4 -9 akord)      |
| F Lidijski      | F G A B C D E F | (F Maj7 +11 akord)    |
| G Miksolidijski | G A B C D E F G | (G7 akord)            |
| A Eolski        | A B C D E F G A | (A-7 -13 akord)       |
| B Lokrijski     | B C D E F G A B | (B-7-5 akord)         |

Mogu se koristiti i kombinacije karakterističnih intervala pojedinih modusa pa je tako, primjerice, u lidijskome modusu moguće rabiti njegov povišeni četvrti ton uz sniženi sedmi ton "posuđen" iz miksolidijskoga modusa (c-d-e-FIS-g-a-B-c’). U uporabi su također i kromatske alteracije: moguće je, n.pr. lidijskome modusu povisiti peti stupanj (c-d-e-fis-GIS-a-b-c’) da bi se isti moglo harmonijski obogatiti akordom Cmaj7+5 (c-e-gis-h).

## Bebopljestvice
Postoje 2 vrste obično korištenih bebop ljestvica:
Dominantna bebop ljestvica: Uzlazna: 1 2 3 4 5 6 ♭7 7 (8) Silazna: 8 ♭7 6 ♭6 5 4 3 2 (1)
Dur bebop ljestvica: 1 2 3 4 5 ♯5 6 7 (8)

## Modusi melodijskih mol ljestvica
Velik dio suvremene džez harmonije proizlazi iz modusa uzlaznog oblika melodijske mol ljestvice,znanog i kao jazz melodijska mol ljestvica.  U suštini se radi o dijatonskoj dur ljestvici sa sniženim trećim tonom, npr. C D Es F G A H C.
Modusi C uzlaznog melodijskog mola:
| i   | uzlazni melodijski mol                 | T, 2,-3, 4, 5, 6, 7  | (C- maj7 ili C-6 akord) |
| II  | frigijski                              | T,-2,-3, 4, 5, 6,-7  | (D7 sus -9 akord)       |
| III | lidijski uvećani                       | T, 2, 3,+4,+5, 6, 7  | (E-maj7 +5 akord)       |
| IV  | lidijski dominantan                    | T, 2, 3,+4, 5, 6,-7  | (F7 +11 akord)          |
| V   | eolski dominantan ( "5. modus")        | T, 2, 3, 4, 5,-6,-7  | (G7 -13 akord)          |
| vi  | lokrijski)                             | T, 2,-3, 4, 5,-6,-7  | (A-7 -5 akord)          |
| VII | super lokrijski (alterirana ljestvica) | T,-2,-3, -4,-5,+6,-7 | (B7 +9 +13 akord)       |

## Pentatonske ljestvice
Dvije su pentatonske ljestvice uobičajene u džez glazbi, dur i mol pentatonska ljestvica.

## Vanjske poveznice
- Common Jazz Scales and How to Apply Them
- Jazz Scales on Guitar - Fretboard diagrams with labelled scale tones
- Basic scale suggestions for any jazz chart
- Džez modusi[neaktivna poveznica]